# Троицкий, Пётр Яковлевич
Петр Яковлевич Троицкий (1834—1903) — русский военный деятель, командир 178-го пех. Венденского полка 45-й пехотной дивизии и Русской императорской армии,
генерал-майор. Участник военных кампаний: Крымской войны, Обороны Севастополя (1854—1855), Русско-турецкой войны (1877—1878)

## Биография
Родился 9 августа 1834 г. в городе Бежецке Тверской губернии. Происходил из семьи потомственных бесфамильных священников. Отец и дед служили в церкви Святого апостола и евангелиста Иоанна Богослова. Фамилию Троицкий его отец получил, будучи семинаристом в Бежецком духовном училище. Вероисповедания православного.
Дворянский титул семье присвоен в 1859 году.
Окончил Тверскую классическую гимназию.
45 лет на военной службе: вступил в звании унтер-офицера Владимирского 61-го пехотного полка (1854);
13 лет отдал Азовскому 45-му пехотному полку (1855—1868), в составе которого участвовал в Крымской войне и Обороне Севастополя (1854—1855);
21 год прослужил в Днепровском 46-м пехотном полку (1868—1889), пройдя путь от штабс-капитана до подполковника, из них более 12 лет командовал 1-м батальоном; Участвовал в Русско-турецкой войне (1877—1878). В этот же период дважды назначался на должность председателя полкового суда, также дважды командировался временным членом Киевского военно-окружного суда;
10 лет в чине полковника был бессменным командиром 178-го пех. Венденского полка, квартировавшего в городе Либаве (1889—1899).
Произведен в генерал-майоры 16 октября 1899 с увольнением от службы на основании Высочайше утверждённых временных правил 3 июля 1899 г., с мундиром и пенсией.
После выхода в отставку остался жить с семьей в Либаве.
Скончался от болезни сердца 2 января 1903 на 68-м году жизни. Похоронен рядом с женой в семейном склепе церкви Святителя Петра, митрополита Московского, основателем и главным жертвователем которой он являлся, на Северном, бывшем Гарнизонном кладбище Либавы.

«Похороны П. Я. Троицкого.
Вчера в 1 час дня предали земле тело скончавшегося П. Я. Троицкого..
 Заупокойная литургия и отпевание в сослужении священников о.о. Архангельского, Павлинского и Братолюбова происходило в полковой церкви Венденского полка.
По окончании службы гроб покойного был поставлен на печальную колесницу и затем в сопровождении оркестра музыки, батальона Венденского полка, господ офицеров и массы провожающих отвезён на новое православное кладбище, где после краткой литии и по отдаче установленных воинских почестей был погребен в склепе небольшой кладбищенской церкви. Нельзя не отметить здесь, что покойный по своей глубокой религиозности ещё в бытность свою командиром полка употребил всю свою энергию для осуществления постройки полковой церкви: ему полк всецело обязан тем, что имеет ныне хотя небольшую, но уютную церковь.
Затем маленькая церковь на кладбище всецело устроена на средства покойного, над прахом его покойной жены; в склепе этой своей церкви, рядом с женой, и нашёл покойный вечное упокоение». 

## Семья
Отец: Яков Васильев (1788 –1860), сын священника Василия Яковлева. Фамилию Троицкий получил, будучи семинаристом в Бежецком духовном училище. Выбыл из семинаристов в 1801 г. и определен в Бежецкое духовное правление в число приказных служителей, постепенно продвигался по службе: Бежецкого городового магистрата канцелярист (1817 ), Бежецкого сиротского суда коллежский регистратор (1824 – 1830.), Секретарь Бежецкого городового магистрата (1841), Бежецкий уездный стряпчий (1850 - 1860), коллежский асессор.  В 1858 г. награждён орденом Орден Святого Владимира  4 степени. В 1859 г. утвержден в дворянском звании. Внесен в книгу Генеалогия господ дворян Тверской губернии под № 1218.
Мать: Елисавета Николаева, брат Александр  (1826), брат Николай (1828), брат Иван (1832), сестра Анна (1838).
Жена: Матрёна Михайловна, дочь Бобровского купца 2-й гильдии  Свиридова.
Дети: дочь София (17 сент. 1863), дочь Антонина (1 марта 1875), дочь Вера (10 сент. 1876), сын Николай (5 декабря 1872).

## Благотворительность и общественный вклад
Петр Яковлевич отличался глубокой религиозностью. В течение всей жизни он являлся носителем и служил примером Православных традиций. Являлся активным жертвователем на нужды Церкви. 178-й пех. Венденский полк обязан своему командиру содействием в строительстве церкви Святого благоверного великого князя Александра Невского и возведением совершенно нового полкового Храма, столь востребованного как однополчанами, так и светскими прихожанами в связи с нехваткой Православных приходов в Либаве. Благодаря его доброй воле и личному вкладу после смерти жены была построена церковь Святителя Петра, митрополита Московского на Гарнизонном кладбище Либавы.

## Послужной список
5 мая 1854 - Вступил в службу унтер-офицером с выслугой 3 месяца за рядового с определением в 5-й резервный батальон Владимирского 61-го пехотного полка.
20 февраля 1855 - Из оного поступил в действующий батальон Азовского 45-го пехотного полка генерал-адъютанта графа Лидерса.
22 сентября 1855 - За отличие в сражении против англичан и французов произведен в прапорщики со старшинством.
7 июля 1859 - Высочайшим приказом утвержден в чине подпоручика.
2 июня 1861 - Высочайшим приказом утвержден в чине поручика.
25 августа 1862 - Назначен командующим ротой.
1 июля 1863 - Утвержден в должности командира роты.
26 мая 1866 - Произведен в штабс-Капитаны.
9 апреля 1868 - Высочайшим приказом переведен в Днепровский 46-й пехотный полк.
27 мая 1868 - Прибыл к полку и принял роту.
26 мая 1871 - Произведен в капитаны.
12 июня 1876 - За отличие по службе утвержден майором.
8 сентября 1876 - Назначен председателем полкового суда.
3 ноября 1876 - Назначен командующим 1-м батальоном Днепровского 46-го пехотного полка.
15 февраля 1878 - Утвержден в должности командира 1-го батальона Днепровского 46-го пехотного полка.
26 января 1881 - За отличие по службе произведен в подполковники.
29 августа 1885 - Назначен председателем полкового суда.
30 октября 1886 - 5 марта 1887 - Командирован в г. Киев временным членом в Киевский военно-окружной суд.
14-18 марта 1888 - Назначен временно командующим полком.
28 апреля 1888 - Командирован в г. Киев временным членом в Киевский военно-окружной суд.
8 мая 1889 - За отличие по службе произведен в полковники с назначением командиром 14-го резервного пехотного Кадрового батальона.
23 июня 1889 - Прибыл к батальону.
23 марта 1891 - По переименовании 14-го резервного пехотного Кадрового батальона в Венденский резервный батальон остался его командиром.
1 декабря 1892 - 14-й резервный пехотный Кадровый батальон развернут в 2-х батальонный полк и назван 179-м пехотным резервным Венденским полком

Назначен командиром 179-го пехотного резервного Венденского полка.
1 января 1898 - Полк получил 4-х батальонный состав и назван 178-м пех. Венденским

Назначен командиром этого полка.
16 октября 1899 - Произведен в генерал-майоры и вышел в отставку с мундиром и пенсией.

«В воскресенье, 19 марта 1900 года, как сообщают «Либавские Новости», общество офицеров Венденского полка в своей полковой церкви, расставаясь с бывшим командиром полка, ныне отставным генерал-майором Петром Яковлевичем Троицким, и помолясь о продлении ему долгой и счастливой жизни, преподнесло образ во имя святого Благоверного князя Александра Невского.
Преподнося сию святыню и выражая этим свою признательность к личности Петра Яковлевича, общество офицеров вместе с тем имело целью сохранить в памяти Петра Яковлевича время командования полком и, главным образом, отметить те знаменательные факты этого времени, к числу которых принадлежит построение полкового храма во имя Святого Благоверного князя Александра Невского. Перед началом молебна настоятель полковой церкви, священник о. Павлинский, сказал речь, в которой он охарактеризовал плодотворную деятельность Петра Яковлевича на пользу отечеству и церкви.
По окончании молебна о. Павлинский благословил образом Петра Яковлевича, который, будучи растроган, обращаясь к офицерам, сказал, что расставаясь с полком после девятилетнего командования им, он выносит самое лучшее впечатление об офицерах, потрудившихся с ним на пользу дела. Затем, прося не поминать его лихом, Петр Яковлевич от души поблагодарил офицеров за оказанное ему внимание». 

## Участие в походах и кампаниях против неприятеля
Крымская война 1853—1856 годов, или Восточная война
20 февраля - 31 октября 1855 года - Находился в походах и делах  против союзных войск Турции, Англии, Франции и Сардинии в Крыму во вторую кампанию
Оборона Севастополя (1854—1855) - В составе Севастопольского гарнизона
2 по 21 апреля 1855 - в производстве работ на 4 бастионе, с 23 на 24 апреля 1855 - при взрыве неприятелем мин,
в  производстве работ на батарее правее бастиона №4, на батарее Петрова и впереди редута Шварца;
30 апреля 1855 - в производстве работ на 5 отделениях оборонительной  нити Севастополя и т.д.
Русско-турецкая война (1877—1878)
В первый период кампании 17 апреля 1877 г. перешел границу империи через реку Прут у с. Унгены и вступил в  княжество Румынию в составе 12-го армейского корпуса (Российская империя) под начальством генерал-адъютанта Петра Семёновича Ванновского. До 5 июня следовал по Румынии до Бухареста и т.д.

## Награды и отличия
- Орден Святого Станислава (Российская империя)  3-й ст. (03.12.1871)
- Первый Императорский Приз за отличные результаты при состязательной стрельбе в цель 1874 г. (11.06.1875)
- Медаль «В память русско-турецкой войны 1877—1878» (21.06.1878)
- Орден Святой Анны  3-й ст. с мечами и бантом за отличие в деле с турками в войну (03.02.1880)
- Орден Святого Владимира  4-й ст. с бантом Высочайшим приказом за выслугу 25 лет  (22.09.1880)
- Орден Святого Станислава (Российская империя)  2-й ст. (15.05.1883)
- Орден Святой Анны  2-й ст. (15.02.1887)
- Орден Святого Владимира  3-й ст. (09.06.1895)
- Знак отличия за 40 лет беспорочной службы  (22.08.1897)